# Velika nagrada Velike Britanije 1988
Velika nagrada Velike Britanije 1988 je bila osma dirka Svetovnega prvenstva Formule 1 v sezoni 1988. Odvijala se je 10. julija 1988 na dirkališču Silverstone Circuit v Silverstonu. Zmagal je Ayrton Senna, drugo mesto je osvojil Nigel Mansell, tretje pa Alessandro Nannini. Najboljši štartni položaj je osvojil Gerhard Berger, najhitrejši krog pa je postavil Mansell.

## Poročilo

### Pred dirko
Ob štirideseti obletnici dirkališča Silverstone Circuit je bil velik del dirkališča in spremljevalnih objektov obnovljenih ali povsem na novo zgrajenih. Nigel Mansell je napovedal da bo pred začetkom naslednje sezone 1989 prestopil v moštvo Ferrari. K temu ga je vzpodbudilo sedem zaporednih odstopov na dirkah in več nesreč pri veliki hitrosti na petkovem treningu zaradi težav Williamsa z aktivnim podvozjem.

### Kvalifikacije
Štartna vrsta je bila zelo neobičajna za to sezono, saj sta prvo vrsto zasedla dirkača Ferrarija, Gerhard Berger in Michele Alboreto. Prvič v tej sezoni pa v prvi vrsti bi bilo niti enega od dirkačev McLarna, ki sta tokrat zasedla drugo vrsto, Ayrton Senna pred Alainom Prostom. Marchova dirkača Mauricio Gugelmin in Ivan Capelli pa sta z uvrstitvijo v tretjo vrsto pripravila veliko presenečenje. Mansell se je uvrstil šele na enajsto mesto, medtem ko se je njegov moštveni kolega Riccardo Patrese kvalificiral šele kot petnajsti.

### Dirka
Dirka je potekala v močnem dežju in je bila šele prva dežna dirka po dirki za Veliko nagrada Portugalske v sezoni 1985. Gerhard Berger je štartal najbolje, za njim pa se je zvrstil Senna. Prost pa je štartal obupno, saj je padel kar na deveto mesto. V tretjem krogu je Ivan Capelli zaradi težav z električnim sistemom padel po razvrstitvi nazaj. Do štirinajstega kroga so se za tretje mesto borili Mauricio Gugelmin, Alessandro Nannini in Mansell, Senna pa je v ovinku Bridge chicane prehitel Bergerja za vodstvo in kmalu za tem še Prosta za krog. Senna je začel povečevati prednost, v dvajsetem krogu je Mansell prehitel Nanninija in se prebil na četrto mesto, nato pa se je Italijan še zavrtel in spustil mimo Gugelmina. Dva kroga kasneje je Mansell prehitel še Michela Alboreta in bil že tretji, Prost pa je medtem odstopil zaradi okvare krmilnega sistema. Mansell je iskal mokre dele steze, da je hladil dežne pnevmatike, toda vseeno postavljal hitre čase in v petdesetem krogu prehitel tudi Bergerja ter se prebil na drugo mesto, triindvajset sekund za Senno. Berger je zaradi premalo goriva zgubljal mesto za mestom, prav v zadnjem ovinku dirke je padel s petega na deveto mesto. Podobne težave je imel tudi drugi dirkač Ferrarija Alboreto, ki mu je goriva zmanjkalo v triinšestdesetem krogu. Senna je z lahkoto zmagal, drugo mesto je na zadovoljstvo gledalcev osvojil Mansell, ki je prekinil serijo odstopov v tej sezoni, tretje mesto pa kljub še dvema vrtenjema Nannini, ki je tako osvojil svoje prve stopničke. Gugelmin je s četrtim mestom dosegel svojo prvo uvrstitev med dobitnike točk, prvo šesterico pa sta zaključila Nelson Piquet in Derek Warwick. Uvrščenih je bilo devetnajst dirkačev, prvih pet pa v istem krogu.

## Dirka
| Poz  | Št | Dirkač             | Konstruktor     | Krogi | Čas/Odstop       | Št. m. | Toč |
| ---- | -- | ------------------ | --------------- | ----- | ---------------- | ------ | --- |
| 1    | 12 | Ayrton Senna       | McLaren-Honda   | 65    | 1:33:16,367      | 3      | 9   |
| 2    | 5  | Nigel Mansell      | Williams-Judd   | 65    | + 23,344 s       | 11     | 6   |
| 3    | 19 | Alessandro Nannini | Benetton-Ford   | 65    | + 51,214 s       | 8      | 4   |
| 4    | 15 | Maurício Gugelmin  | March-Judd      | 65    | + 1:11,378       | 5      | 3   |
| 5    | 1  | Nelson Piquet      | Lotus-Honda     | 65    | + 1:20,835       | 7      | 2   |
| 6    | 17 | Derek Warwick      | Arrows-Megatron | 64    | +1 krog          | 9      | 1   |
| 7    | 18 | Eddie Cheever      | Arrows-Megatron | 64    | +1 krog          | 13     |     |
| 8    | 6  | Riccardo Patrese   | Williams-Judd   | 64    | +1 krog          | 15     |     |
| 9    | 28 | Gerhard Berger     | Ferrari         | 64    | +1 krog          | 1      |     |
| 10   | 2  | Satoru Nakadžima   | Lotus-Honda     | 64    | +1 krog          | 10     |     |
| 11   | 36 | Alex Caffi         | Dallara-Ford    | 64    | +1 krog          | 21     |     |
| 12   | 33 | Stefano Modena     | Euro Brun-Ford  | 64    | +1 krog          | 20     |     |
| 13   | 29 | Yannick Dalmas     | Larrousse-Ford  | 63    | +2 kroga         | 23     |     |
| 14   | 30 | Philippe Alliot    | Larrousse-Ford  | 63    | +2 kroga         | 22     |     |
| 15   | 23 | Pierluigi Martini  | Minardi-Ford    | 63    | +2 kroga         | 19     |     |
| 16   | 4  | Julian Bailey      | Tyrrell-Ford    | 63    | +2 kroga         | 24     |     |
| 17   | 27 | Michele Alboreto   | Ferrari         | 62    | Brez goriva      | 2      |     |
| 18   | 25 | René Arnoux        | Ligier-Judd     | 62    | +3 krogi         | 25     |     |
| 19   | 21 | Nicola Larini      | Osella          | 60    | Brez goriva      | 26     |     |
| Ods  | 20 | Thierry Boutsen    | Benetton-Ford   | 38    | Prenos           | 12     |     |
| Ods  | 16 | Ivan Capelli       | March-Judd      | 34    | Alternator       | 6      |     |
| Ods  | 11 | Alain Prost        | McLaren-Honda   | 24    | Obnašanje        | 4      |     |
| Ods  | 3  | Jonathan Palmer    | Tyrrell-Ford    | 14    | Motor            | 17     |     |
| Ods  | 22 | Andrea de Cesaris  | Rial-Ford       | 9     | Sklopka          | 14     |     |
| Ods  | 14 | Philippe Streiff   | AGS-Ford        | 8     | Odlomljeno krilo | 16     |     |
| Ods  | 24 | Luis Perez-Sala    | Minardi-Ford    | 0     | Vzmetenje        | 18     |     |
| DNQ  | 32 | Oscar Larrauri     | Euro Brun-Ford  |       |                  |        |     |
| DNQ  | 9  | Piercarlo Ghinzani | Zakspeed        |       |                  |        |     |
| DNQ  | 26 | Stefan Johansson   | Ligier-Judd     |       |                  |        |     |
| DNQ  | 10 | Bernd Schneider    | Zakspeed        |       |                  |        |     |
| DNPQ | 31 | Gabriele Tarquini  | Coloni-Ford     |       |                  |        |     |